# Меморіал Архипа Куїнджі
Міжнародний фестиваль мистецтв «Меморіа́л Архи́па Куї́нджі» — міжнародний мистецький захід заснований у 2007 році у Маріуполі за ініціативи Ірини Волкової — директора Міського центру сучасного мистецтва і культури імені Архипа Куїнджі. Відбувається раз на 5 років за підтримки Міністерства культури України, Національної спілки художників України, Управління культури та туризму Маріупольської міської ради.
У фестивалі беруть участь представники України, Греції, Кіпру, Ізраїлю, Білорусі, Латвії, Литви, Естонії, Чорногорії, Польщі, Канади.
Під час фестивалю проводяться музейні та пересувні виставки (переважно пейзажні), круглі столи, пресбрифінги, пленери, нагородження учасників і лауреатів, презентація подарункового каталогу, вшанування Архипа Куїнджі біля пам'ятника художнику, концертні програми.
До кожного фестивалю випускають сувеніри, пам'ятні медалі та значки, альбом-каталог «„Меморіал А. І. Куїнджі“. Всеукраїнська виставка пейзажу».
Лауреатами фестивалю стали художники Іван Гапоченко, Петро Зикунов, Наталія Іванюк-Корф, Василь Кондратюк, Володимир Костін, Олександр Крохмалюк, Володимир Харакоз.